# Ingeborg Irminger
Ingeborg Plockross Irminger (født 18. juni 1872 på Frederiksberg, død 25. oktober 1962 i København) var en dansk billedhugger.
Som ung blev Irminger elev af hos Aksel Hansen og gik siden på Emilie Mundts og Marie Luplaus kunstskole, inden optagelse på Kunstakademiets Kunstskole for Kvinder i 1893 som elev af August Saabye. Fra 1899 og et par år frem arbejdede hun i billedhuggeren Vilhelm Bissens atelier.
Ingeborg Irminger blev under sit arbejde hos Vilhelm Bissen præget af dennes formsprog.
Hun var tilknyttet porcelænsfabrikken Bing & Grøndahl i perioden 1898-1925 under J.F. Willumsens ledelse og påvirket af Effie Hegermann-Lindencrone modellerede hun en række askeurner, blandt andet digteren Holger Drachmanns  urne. Senere udførte hun for porcelænsfabrikken små, hvidglaserede  statuetter af børn og dyr. Størstedelen af hendes værker er  portrætbuster.

## Hæder
- 1908 (1909), Eckersberg Medaillen for statuen af en Yngling [1]
- 1912, Det anckerske Legat
- 1930, Tagea Brandts Rejselegat